# Maeva (Polinesia Francesa)
Maeva es una comuna asociada de la comuna francesa de Huahine  que está situada en la subdivisión de Islas de Sotavento, de la colectividad de ultramar de Polinesia Francesa.

## Composición
La comuna asociada de Maeva comprende una fracción de la isla de Huahine y el motu más próximo a dicha fracción:
| Comuna asociada de Maeva                     |                  |                  |                    |
| Fracción de la isla de Huahine (Huahine Nui) | Población (2012) | Superficie (km²) | Densidad (hab/km²) |
| Maeva                                        | 1013             | -                | -                  |
| Islote                                       | Población (2012) | Superficie (km²) | Densidad (hab/km²) |
| Mahare                                       | -                | -                | -                  |

## Demografía
| Gráfica de evolución demográfica de Maeva entre 1977 y 2012 |
|                                                             |

Fuente: Insee